# ボリス・チリキン級補給艦
ボリス・チリキン級補給艦（ボリス・チリキンきゅうほきゅうかん、英語: Boris Chilikin-class fleet oiler、ロシア語: Танкеры проекта 1559-В）はソ連海軍の補給艦であり、現在はロシア海軍の補給艦である。 

## 設計
ソ連海軍が世界中に進出して戦闘を行うように想定され、ソ連海軍に大型のキエフ級航空母艦が登場すると、563型補給艦よりも優れた能力を持つ、かなり大型の補給艦を新たに作る必要が出てきた。
1967年、バルツドプロイェクト社（現バルチック造船所）は民間の1559計画をベースにした1559V計画海上給油船の設計を担当した。S.N.シュミロフが主任設計者に、海軍からU・D・マクシャンチコフ中佐が主任監督者に任命された。

### 電子装備
就役当初、航海用のレーダーは商船用の「オケアン」だったが、1980年代初めに艦艇用の「ドン」とML-212/201「ヴァイガチU」に換装された。

### 積載能力
燃料1万3,000tと弾薬400tなど、または8,250tの重油と2,050tの軽油、1,000tのジェット燃料、450tの水を積載することができる。

### 兵装
艦首にAK-725 57mm連装砲とAK-630 30mm多連装機関砲の搭載スペースを各2ヶ所有し、実際に装備した時期もあったが、いずれも短期間で撤去された。

## 運用
就役後、ドゥブナ級補給艦やベレジナと共に艦隊の長距離遠征航海に頻繁に随行した。
ソ連崩壊以降もロシア海軍に在籍し、艦齢が40年に達する2010年代には退役する艦も現れたが、2020年代に入っても運用されている艦もある。2020年8月6日、太平洋艦隊所属の「ボリス・ブトマ」がウダロイ級駆逐艦2隻と共に対馬海峡を抜け、東シナ海へ航行した。2022年11月13日には、スラヴァ級ミサイル巡洋艦「ヴァリャーク」などと共に与那国島沖を北東へ向かうのを海上自衛隊が確認し、「ボリス・ブトマ」を含む艦隊は与那国島と西表島の間を北上し、P-3C哨戒機ととわだ型補給艦「とわだ」が接触して情報収集にあたった。

## 同型艦
| 艦名                       | 建造者           | 就役           | 所属       | 状態       |
| -------------------------- | ---------------- | -------------- | ---------- | ---------- |
| ボリス・チリキン           | バルチック造船所 | 1970年10月     | 黒海艦隊   | 2004年退役 |
| ウラジーミル・コレチツキー | バルチック造船所 | 1972年         | 太平洋艦隊 | 2012年退役 |
| セルゲイ・オシポフ         | バルチック造船所 | 1973年         | 北方艦隊   | 現役       |
| イワン・ブブノフ           | バルチック造船所 | 1975年7月19日  | 黒海艦隊   | 現役       |
| ゲンリク・ガサーノフ       | バルチック造船所 | 1976年         | 北方艦隊   | 2015年退役 |
| ボリス・ブトマ             | バルチック造船所 | 1978年10月30日 | 太平洋艦隊 | 現役       |